# ويليام إي. داف
ويليام إي. داف (بالإنجليزية: William E. Duff)‏ هو كاتب أمريكي، ولد في 8 سبتمبر 1927.